# Столичний дивізіон НХЛ
Атланти́чний дивізіо́н Національної хокейної ліги був сформуваний у 2013 році у складі Східної Конференції. 

## Команди
- Вашингтон Кепіталс
- Кароліна Гаррікейнс
- Колумбус Блю-Джекетс
- Нью-Джерсі Девілс
- Нью-Йорк Айлендерс
- Нью-Йорк Рейнджерс
- Піттсбург Пінгвінс
- Філадельфія Флаєрс

## Переможці чемпіонату дивізіону
- 2014 — Піттсбург Пінгвінс
- 2015 — Нью-Йорк Рейнджерс
- 2016 — Вашингтон Кепіталс
- 2017 — Вашингтон Кепіталс
- 2018 — Вашингтон Кепіталс
- 2019 — Вашингтон Кепіталс
- 2020 — Вашингтон Кепіталс
- 2022 — Кароліна Гаррікейнс
- 2023 — Кароліна Гаррікейнс
- 2024 — Нью-Йорк Рейнджерс
- 2025 — Вашингтон Кепіталс

## Володарі кубка Стенлі
- 2016 — Піттсбург Пінгвінс
- 2017 — Піттсбург Пінгвінс
- 2018 — Вашингтон Кепіталс

## Число перемог у дивізіоні за командою
| Команда              | Число перемог у дивізіоні | Рік останньої перемоги |
| -------------------- | ------------------------- | ---------------------- |
| Вашингтон Кепіталс   | 6                         | 2025                   |
| Кароліна Гаррікейнс  | 2                         | 2023                   |
| Нью-Йорк Рейнджерс   | 2                         | 2024                   |
| Піттсбург Пінгвінс   | 1                         | 2014                   |
| Нью-Джерсі Девілс    | 0                         | —                      |
| Філадельфія Флайєрз  | 0                         | —                      |
| Нью-Йорк Айлендерс   | 0                         | —                      |
| Колумбус Блю-Джекетс | 0                         | —                      |